# Mary Gauthier
Mary Gauthier, (New Orleans, Louisiana, 11 maart 1962) is een Amerikaanse singer-songwriter. Ze is genomineerd voor een Grammy Award en een GLAAD Media Award en haar album Rifles & Rosary Beads  uit 2018 won meerdere prijzen. 

## Jeugd
Bij haar geboorte werd zij door haar moeder (die zij nooit heeft gekend) ter adoptie afgestaan. De eerste negen maanden van haar leven bracht ze door in een katholiek weeshuis: St. Vincent DePaul’s Catholic Charities Orphanage. Ze werd geadopteerd door een echtpaar uit Thibodaux, een wijk in New Orleans. Haar adoptie-ouders hadden een ongelukkig huwelijk, en haar vader was alcoholist.

## Problemen
Mede als gevolg van haar lesbische seksualiteit, die in het conservatieve zuiden van de Verenigde Staten afgewezen werd, zocht zij troost in drugs en alcohol. Op haar vijftiende liep zij van huis weg (in de auto die ze van haar ouders stal) en zat voor het eerst in een afkickcentrum. Haar achttiende verjaardag bracht ze door in een cel in Salina, Kansas wegens het stelen van geld en pillen uit de auto van een priester. Hoewel de aanklacht werd ingetrokken, was ze niet langer welkom in Kansas. Deze ervaringen en het leven bij vrienden thuis en in begeleidwonen-projecten leverden stof voor haar latere liedjes (in het bijzonder voor "Drag Queens in Limousines").

## Studie en werk
Later studeerde zij filosofie aan de Louisiana State University, maar na vijf jaar stopte ze wegens drugsproblemen, en verhuisde in een opwelling naar Boston. Ze werkte daar als bordenwasser, en toen ze het uiteindelijk bracht tot manager van het restaurant waar ze werkte, vond ze financiële steun om een klein eigen restaurant genaamd Lunch Break te openen en een koksopleiding te volgen. Een paar jaar later kon ze, 28 jaar oud, haar tweede restaurant openen, Dixie Kitchen (ook de naam van haar eerste album). Op de openingsavond van Dixie Kitchen werd ze opgepakt voor rijden onder invloed. Dat werd een keerpunt in haar leven. Een kelner uit het restaurant nam haar mee naar een twaalfstappenprogramma, en langzaam kon zij zich van haar verslaving losmaken, en realiseerde zij zich dat ze met drank en drugs een gat dat zij in zich voelde probeerde te vullen. Een andere ommekeer kwam een paar jaar later, toen een medewerkster uit haar restaurant (een studente aan Berklee College of Music) haar meenam naar een open podium in Club Passim op Harvard Square om haar een paar liedjes te horen zingen. Gauthier merkte dat muziek wel in staat was om "het gat" te vullen.

## Zangcarrière
Gauthier schreef op haar 35e haar eerste liedje. Nadat haar eerste album Dixie Kitchen was uitgebracht, verkocht zij haar aandeel in het restaurant om haar tweede album Drag Queens in Limousines te financieren. In de zomer dat Dixie Kitchen uitkwam werd ze gevraagd op elf belangrijke folkfestivals, waaronder het Newport Folk Festival. Haar derde album, "Filth and Fire" werd door Jon Pareles van de New York Times uitgeroepen tot indie-cd van het jaar, en kwam op nummer 8 van de album-top 25 van het KRO-programma American Connection. Ze verhuisde naar Nashville en sloot een contract met het label Lost Highway. Haar eerste album voor dit label, "Mercy Now", kwam voor op veel top 10-lijstjes van Amerikaanse bladen voor 2005 (nummer 19 bij American Connection), en ze werd door The Americana Music Association uitgeroepen tot New Artist of the year.
Haar tweede album bij Lost Highway verscheen in 2007 (nummer 21 bij American Connection). Het titelnummer Between Daylight and Dark schreef ze samen met Fred Eaglesmith, die het nummer tijdens zijn optredens ook uitvoert. Ook het nummer "Cigarette Machine" van Eaglesmith is een regelmatig terugkerend nummer op haar repertoire.
Haar liedjes, die vaak een sombere kijk op het leven geven, worden wel aangeduid als "country-noir". In Europa verkoopt zij meer albums dan in Amerika, en met name in Nederland heeft ze, sinds Munich Records haar album Drag Queens In Limousines in 2001 uitbracht, een vaste luisterschare, en is ze regelmatig te gast op americanafestivals als het Blue Highways Festival in Utrecht, Roots of Heaven in Haarlem of Take Root in Groningen. Op haar album Dark Enough to See the Stars prijkt een song over Amsterdam, een stad waar zij zich gelukkig voelt.

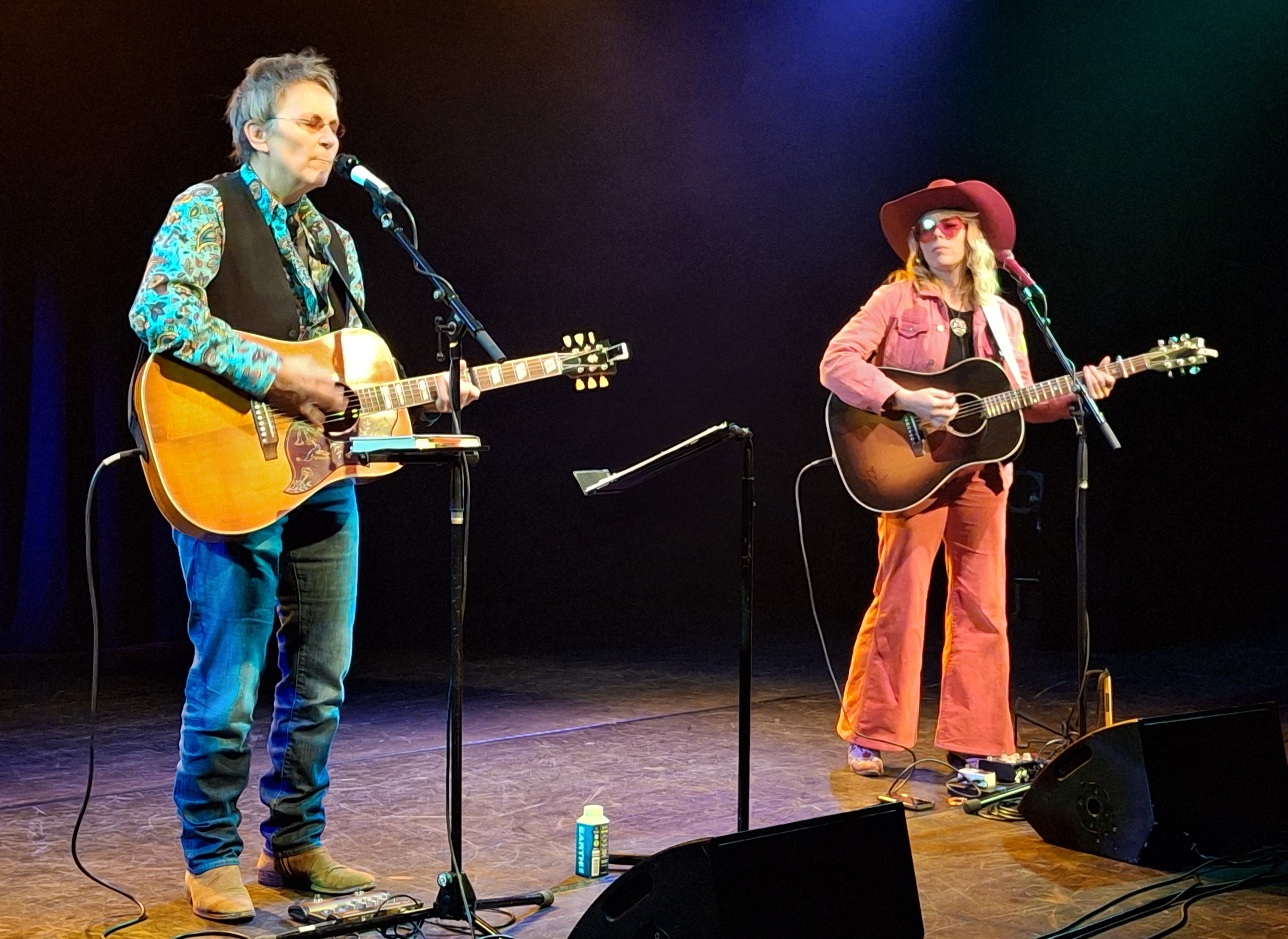
Mary Gauthier and Jaimee Lee Harris in Schouwburg Tilburg 14 nov 2024

In 2021 kwam haar boek Saved by a Song uit, een autobiografisch werk met als ondertitel The Art and Healing Power of Songwriting. Ter promotie van haar boek en haar album uit 2022 Dark Enough to See the Stars tourde zij in november 2024 samen met haar partner Jaimee Lee Harris door Nederland.

## Discografie
- Dixie Kitchen (1997)
- Drag Queens in Limousines (1999)
- Filth and Fire (2002)
- Mercy Now (2005)
- Between Daylight and Dark (2007)
- The Foundling (2010)
- The Foundling Alone (2011), akoestische demo's
- Live at Blue Rock (2013), live
- Trouble & Love (2014)
- Rifles & Rosary Beads (2018)
- Dark Enough to See the Stars (2022)